# مقاطعة بوتلر (كانساس)
مقاطعة بوتلر (بالإنجليزية: Butler County)‏ هي إحدى المقاطعات في ولاية كانساس، الولايات المتحدة الأمريكية.